# تحييد
التحييد، هي عملية إزالة العضو التناسلي للحيوان، إما بكامله أو جزء كبير منه. المصطلح الخاص بالذكور هو الإخصاء، بينما يقتصر مصطلح إزالة المبيض والرحم عادةً على إناث الحيوانات. بالعامية، غالبًا ما يشار إلى كلي المصطلحين بالتحييد. في ذكور الخيول، يُستخدم مصطلح غيلدينغ (إزالة خصى الخيول). يشار أحيانًا إلى الحيوان غير المخصي على أنه كامل أو سليم.
التحييد هو الطريقة الأكثر شيوعًا لتعقيم الحيوانات. تحث المجتمعات الإنسانية وملاجئ الحيوانات ومجموعات الإنقاذ أصحاب الحيوانات الأليفة على تحييد حيواناتهم الأليفة لمنع ولادة البطن غير المرغوب فيه، والذي يساهم في اكتظاظ أعداد الحيوانات غير المرغوب فيها ضمن نظام الإنقاذ. تطلب العديد من الدول تعقيم جميع القطط والكلاب المتبناة قبل الذهاب إلى منازلها الجديدة.

## طرق التعقيم

### الإناث (إزالة المبيضين والرحم)
إزالة المبيض والرحم هي الاستئصال الجراحي للمبيضين والرحم في إناث الحيوانات. يُجرى عادةً كوسيلة لتحديد النسل وتعديل السلوك.
في الحيوانات والبشر، المصطلح التقني هو استئصال المبيضين والرحم. أحد أشكال التعقيم هو إزالة المبيضين فقط (استئصال المبيض أو استئصال المبيض)، والذي يُجرى بشكل أساسي لدى القطط والكلاب الصغيرة. هناك طريقة أخرى أقل شيوعًا وهي «التعقيم مع المحافظة على المبيض» إذ يُزال الرحم ولكن يُترك مبيض واحد (أو كلاهما). قد يتضمن الاستئصال التام للمبيض والرحم إزالة المبيضين والرحم وقنوات البيض وقرون الرحم.
يمكن إجراء الجراحة باستخدام أسلوب الجراحة المفتوحة التقليدية أو عن طريق تنظير البطن (جراحة ثقب المفتاح). تعد الجراحة المفتوحة متاحة على نطاق أوسع، إذ أن تكاليف معدات جراحة تنظير البطن باهظة الثمن. عادةً ما تُجرى الجراحة المفتوحة التقليدية من خلال شق ناصف بطني أسفل السرة. يختلف حجم الشق حسب الجراح وحجم الحيوان. يتم الكشف عن قرون الرحم ويتم العثور على المبيضين باتباع القرون حتى نهاياتها.

### الذكور (الإخصاء)
في ذكور الحيوانات، يشمل الإخصاء إزالة الخصيتين، وعادةً ما يمارس على الحيوانات الأليفة المنزلية (لتحديد النسل وتعديل السلوك) وعلى الماشية (لتحديد النسل وتحسين القيمة التجارية). غالبًا ما يستخدم مصطلح التحييد للإشارة تحديدًا إلى الإخصاء، كما في عبارات مثل «إزالة المبيضين والتحييد».

### البدائل الجراحية (قطع القناة المنوية وربط أنبوب فالوب)
قطع القناة المنوية: في إجراء أكثر دقة من الإخصاء، يتم قطع الأسهرين -القناتين اللتين تمتدان من الخصيتين إلى القضيب- ثم ربطها أو غلقها لمنع الحيوانات المنوية من الدخول إلى مجرى البول. تعد معدلات الفشل ضئيلة. ينفذ المربون هذا الإجراء بشكل روتيني على ذكور القوارض والأغنام للتلاعب بالدورات الوداقية للإناث. يعتبر غير شائع في أنواع الحيوانات الأخرى. نظرًا لأن قطع القناة المنوية عادةً ما يكون إجراءً مكلفًا، غالبًا ما يُجرى على حيوانات العرض، بين مربي الحيوانات الأليفة، للحفاظ على مظهرهم من الناحية التجميلية (رغم أنه بحسب منظمات مربي الحيوانات العريقة، قد يؤدي الإجراء إلى إلغاء ترشيح الحيوان لجوائز معينة، أو استثنائها من قسم منافسة «الحيوانات الأليفة المنزلية» غير النسب، تمامًا كما هو الحال مع الإخصاء الكامل).
ربط أنبوب فالوب: يمكن قص وربط قناتي فالوب كإجراء لتعقيم إناث القطط والكلاب والأنواع الأخرى؛ يعادل هذا الإجراء لدى الإناث استئصال الأسهر، ولكنه أكثر بضعًا. يكون خطر الحمل غير المرغوب فيه ضئيل جدًا. يقوم عدد قليل من الأطباء البيطريين بهذا الإجراء.
مثل أشكال التحييد الأخرى، يلغي كل من قطع القناة المنوية وربط أنبوب فالوب القدرة على إنتاج النسل. تختلف هاتان الطريقتان عن التحييد في أنهما تتركان مستويات وأنماط الهرمون الجنسي لدى الحيوان دون تغيير. يحتفظ كلا الجنسين بسلوكهما الإنجابي الطبيعي، وبخلاف تحديد النسل، لا تنطبق أي من المزايا والعيوب المذكورة عليهما. يفضل هذه الطريقة بعض الأشخاص الذين يسعون إلى إنقاص التعدي على الحالة الطبيعية للحيوانات والذي يقتضيه تخفيض عدد الولادات غير المرغوب فيها للقطط والكلاب.

## الآثار الصحية والسلوكية

### المزايا
إلى جانب كونها وسيلة لتحديد النسل، وكونها ملائمة للعديد من مالكي الحيوانات الأليفة، للإخصاء/التعقيم الفوائد الصحية التالية:
- يقلل سلوكيات مثنوية الشكل الجنسية مثل إمتطاء الأشياء ورش البول بسبب انخفاض مستويات الهرمون الجنسي الناتج عن التحييد. في الأنواع الأخرى غير الكلاب، تقل أيضًا أشكال معينة من العدوانية بين الذكور. يبدو أن السلوك الجنسي في القطط يجعلها غير مرغوبة من قبل أصحاب الحيوانات الأليفة.[8]
- يقلل إجراء إزالة المبيض والرحم المبكر بشكل كبير من خطر الإصابة بأورام الثدي لدى إناث الكلاب. تبلغ نسبة وقوع أورام الثدي بين إناث الكلاب غير المعقمة 71% (تكون 50% منها خبيثة و50% حميدة)، ولكن إذا تم تعقيم أُنثى الكلب قبل أول دورة حرارة لها، ينخفض خطر الإصابة بورم الثدي إلى 0.35% -أي ينخفض بنسبة 99.5%. تتناقص الآثار الإيجابية للتعقيم على الحد من أورام الثدي اللاحقة مع كل دورة حرارة لدى أنثى الكلب (ما يدعم الزعم القائل إن أفضل طريقة للحد من تشكل ورم الثدي مستقبلًا هي التعقيم قبل أول دورة حرارة)، وليس هناك فائدة إضافية للتعقيم بهدف تقليل انتكاس ورم الثدي بمجرد تشخيصه.[9]
- يزيد التحييد من متوسط العمر المتوقع للقطط: وجدت إحدى الدراسات أن ذكور القطط المخصية تعيش ضعف عمر الذكور السليمة، بينما تعيش إناث القطط المعقمات عمرًا أطول بنسبة 62% من الإناث السليمة. غالبًا ما تتطلب القطط غير الخاضعة للتحييد في الولايات المتحدة علاجًا للدغة حيوان أكثر بثلاث مرات من القطط السليمة. لتحييد القطط فوائد صحية، لأن الذكور المخصيين لا يمكن أن يصابوا بسرطان الخصية، ولا يمكن أن تصاب الإناث المعقمات بسرطان الرحم أو عنق الرحم أو المبيض، ويقل خطر الإصابة بسرطان الثدي لدى الجنسين.[8]

### السلبيات

#### بشكل عام
- كما هو الحال مع أي إجراء جراحي، تشمل المضاعفات الفورية للتحييد مضاعفات التخدير والجراحة المعتادة، مثل النزيف والعدوى والموت. تكون هذه المخاطر منخفضة نسبيًا في عملية التحييد الروتينية؛ ومع ذلك، قد تزداد لدى بعض الحيوانات بسبب عوامل صحية أخرى موجودة مسبقًا. في إحدى الدراسات، قُدِّر خطر الموت المرتبط بالتخدير (غير المقتصر على إجراءات التحييد) بـ0.05% للكلاب السليمة و0.11% للقطط السليمة. بلغت هذه المخاطر لدى الحيوانات المريضة 1.33% للكلاب و1.40% للقطط.[10]

قد يؤدي تعقيم وإخصاء القطط والكلاب إلى زيادة خطر الإصابة بالسمنة إذا لم يتم تقليل المدخول الغذائي لتلبية متطلبات التمثيل الغذائي المنخفضة للحيوانات الخاضعة للتحييد. لدى القطط، يبدو أن انخفاض مستويات الهرمون الجنسي مرتبط بزيادة تناول الطعام. لدى الكلاب، تختلف آثار التحييد كعامل خطر للسمنة بين السلالات المختلفة.